# Gouverneurswahl in Texas 1851

Peter Hansborough Bell

Die Wahl des Gouverneurs von Texas des Jahres 1851 fand im November 1851 statt. Bei der Wahl wurde der demokratische Amtsinhaber Peter Hansborough Bell bestätigt.

## Ergebnis
| Kandidat              | Stimmen | %      |
| --------------------- | ------- | ------ |
| Peter H. Bell         | 13.595  | 48,02  |
| Middleton T. Johnson  | 5.262   | 18,59  |
| John A. Greer         | 4.061   | 14,35  |
| Benjamin H. Epperson  | 2.971   | 10,49  |
| Thomas J. Chambers    | 2.320   | 8,20   |
| ungültig              | 100     | 0,35   |
| Gesamt                | 28.309  | 100,00 |
| Quelle: Texas Almanac |         |        |